# بيتا (غينيا)
بيتا هي بلدة ومحافظة فرعية في مرتفعات فوتا جالون في غينيا ، وتقع جنوب غرب مامو . قُدّر عدد سكانها بـ13735 نسمة عام 2008. وهي عاصمة محافظة بيتا التابعة لإقليم مامو.
وهي معروفة بالمخابز والشلالات بما في ذلك شلالات كينكون و شلالات كامبباداغا. يتحدث الناس في بيتا عادة لغة البولار وهي لغة غينية.